# Corazón Bombea
Corazón bombea es el primer álbum en vivo y primer DVD del grupo colombiano de rock mestizo Doctor Krápula. Fue publicado en el año 2011.
| N.º | Título                 | Duración |  |
| 1.  | «Sagrado corazón»      | 3:43     |  |
| 2.  | «Ilegal»               | 3:02     |  |
| 3.  | «Bam»                  | 4:48     |  |
| 4.  | «La verdadera lucha»   | 2:15     |  |
| 5.  | «Luchando voy»         | 3:51     |  |
| 6.  | «Quinto»               | 4:47     |  |
| 7.  | «Gol de mi corazón»    | 4:20     |  |
| 8.  | «El pibe de mi barrio» | 2:37     |  |
| 9.  | «Tauricida»            | 4:07     |  |
| 10. | «Solo de batería»      | 5:20     |  |
| 11. | «Uy qué vaina»         | 5:29     |  |
| 12. | «Mi sol»               | 4:41     |  |
| 13. | «Somos»                | 3:11     |  |
| 14. | «Activación»           | 3:21     |  |
| 15. | «La fuerza del amor»   | 5:05     |  |
| 16. | «Mister danger»        | 3:15     |  |
| 17. | «Para todos todo»      | 3:32     |  |
| 18. | «Sagrado corazón»      | 2:53     |  |